# Дивизија Русија
Дивизија Русија (од 12. фебруара до 4. арпила 1945 — Специјална зелена армија, после Прва руска национална армија) била је војна формација која је деловала у саставу Вермахта током Другог светског рата под руководством Бориса Смисловског (зондефирер Абвера, који је дејствовао под псеудонимом Артур Холмстон). Бројност ове формација се процењује на 6 до 10 хиљада припадника.

## Историја
На основу договора који је Борис Смисловски постигао са Андрејем Власовим, дивизија Русија није ушла у састав Руске ослободилачке армије. Прву руску националну армију су чинили бивши белоармејци, ишла је у борбу под старом руском заством и у њу је при крају рада приступио Владимир Кирилович, старешина Руског императорског дома у изгнанству, што није одговарало Власову, који је своју идеологију и кадровску политику засновао на принципу «совјетских грађана, обманутих од бољшевика». Прва национална армија је имала статус савезника Вермахта, а не јединице у његовом саставу. Прва руска национална армија је 18. априла 1945. почела повлачење на запад, и завршила је у Лихтенштајну. У саставу ове формације је у том тренутку остало свега 462 војноспособна човека. Не обазирући се на захтеве совјетских власти о изручивању колабоациониста, влада је 1948. дозволила припадницима ове јединице да емигрирају у Аргентину.